# Sociální komunikace
Komunikace pochází z latinského communicatio, communicare, což znamená spojovat. Jde o produkci a výměnu sdělení, zejména významů sdělení prostřednictvím znakových systémů. Existuje mnoho definic komunikace, které se liší podle teoretického rámce, ze kterého vycházejí a podle něhož akcentují některý z aspektů komunikace. Definice, která by zahrnovala všechny aspekty komunikování, není možná. V nejširším slova smyslu je komunikace přenos informací, v užším slova smyslu je komunikace dorozumívání a zprostředkování významů mezi živými organismy. Pakliže se mluví o komunikaci, jedná se tzv. o metakomunikaci. Můžeme tedy říct, že sociální komunikace je sociální interakcí.
Komunikace je determinována a zprostředkována znakovým systémem (např. jazykem, řečové prostředky) a sociální strukturou (intervence statusů, rolí, norem …). To ovlivňuje způsob komunikace a interpretace toho, co bylo řečeno, zároveň je sama o sobě zdrojem a nositelem informací (např. jak mluvíme s učitelem vs. s kamarádem) či teleologicky-instrumentálně (vztah cíle – co je řečeno a bylo zamýšleno říct a prostředků, jak to bylo řečeno). Může vznikat rozpor mezi tím, co chceme říct a jak to řekneme.

## Vztah sociální komunikace a sociální interakce
Sociální komunikace je dle Georga Gerbnera formou sociální interakce , jde o „sociální interakci prostřednictvím sdělení“. Je úzce spjata s pojmem sociální interakce, což je proces, během kterého se jedinci vzájemně stimulují, reagují na sebe – tím se rozvíjí řetězec vzájemných akcí a reakcí – každý jedinec je denně součástí nějaké sociální interakce (záměrná činnost, cílené jednání, působení). Sociální interakce je tedy vzájemné působení individuí (nebo skupin), jehož podstatou je komunikace, což je proces směny a přenosu informací, který má povahu sociální interakce, bývá označován jako komunikace sociální.
Sociální komunikace je zpravidla spojována se sociální interakcí. Vztah sociální interakce a komunikace bývá chápán dvojím způsobem. V jednom případě je komunikace považována za dílčí cíl interakce. V druhém případě jsou komunikace a interakce považovány za různé aspekty jednoho procesu. Můžeme tedy říct, že sociální komunikace je sociální interakcí.

## Složky sociální komunikace
Komunikace mezi lidmi je záměrným jednáním, ve kterém jde o výměnu sdělení, k čemuž se využívá nějaký prostředek, a tím jsou symboly, kulturně sdílené konvencionální znaky. Dorozumívání probíhá mezi „zdrojem“ a „adresátem“. Ke komunikaci dochází vždy, když je vysíláno nebo přijímáno sdělení, a to i v případě, že je jen připisován nechtěný význam signálům od jiných osob (i v této formě dochází ke komunikaci).
Při komunikaci je definováno pět základních prvků:
1. komunikátor
2. adresát
3. komunikační kanál je jednak abstraktní pojem značící soubor podstatných vlivů ovlivňujících přenos informace (část komunikačního schématu), ale i pak materiální realizace přenosu.
4. mediované sdělení (text)
5. účinek (efekt, odpověď).

K této pětici se řadí i další vedlejší pojmy: znaky, kódy a šum, kontext, kód, zpětná vazba.
Médium, kterým se přenáší informace, je tzv. kanál. Technologický kanál může být např. mobilní telefon, rádio je akustický kanál. Jakákoli překážka v přenosu sdělení se vytváří šum. Neexistuje komunikace bez šumu, může být i psychologického charakteru (špatné zkušenosti, jiné sociální role, předsudky atd.). Systém znaků, jímž zdroj i adresát rozumí, je kód. To může být např. i systém znakové abecedy, emotikony, světla na přechodech apod. Důležitý je kontext, když dva dělají totéž, není to totéž (kvůli jinému prostředí, jiným lidem…).

## Princip lidské komunikace
Lidská komunikace je proces, který je zde schematicky popsán z hlediska přenosu a zpracování informace, a postaven na základních pojmech, které jej orientují ke kognitivní psychologii a informatice. Popisuje se princip, kterým člověka obdařila příroda.
Informace (zpráva) při sdělování putuje od zdroje (původce, vysílatele, mluvčího) k příjemci (adresátovi) v podobě sekvence jazykových konstruktů – forem.
Vysilatel svoji informaci (zprávu) transformuje z hypotetických vnitropsychických jazyků do vnějšího komunikačního jazyka, tedy zvolí pro ten účel vhodný jazykový konstrukt – formu (slovo, větu, mimiku, pohledy očí, gesta, pohyby těla, tahy štětcem na plátně ..., jimiž sdělující člověk vyjadřuje i své emoce). Tomuto kroku se říká formulace viz obr. 1. Formulace je transformace, která je vágní, subjektivní a emocionální, měnící se u každého člověka v čase.
Příjemce zprávy (jazykové formy) přiřadí přijaté jazykové formě informaci (informační význam). Provede to tak, že ve svých znalostech (vnitropsychickém kognitivním modelu) hledá informaci, kterou považuje pro přiřazení přijaté jazykové formě za nejvhodnější. Tento krok pro příjemce znamená porozumění přijaté jazykové formě (pochopil, co znamená, jaký má význam), a říká se mu konotace viz obr. 1.
Přijatá jazyková forma účinkuje jako pointer (ukazatel) na informaci obsaženou ve vnitropsychickém kognitivním modelu příjemce. Pointer neodkazuje do kognitivního modelu přímo, ale prostřednictvím psýchy příjemce. Ta o výběru za působení dalších faktorů (viz dále) rozhoduje. Pokud příjemce zprávy nemá ve svém kognitivním modelu žádnou informaci, kterou by mohl přijaté jazykové formě přiřadit, pak tato jazyková forma pro něj nemá žádný význam . Existují ovšem i jazykové konstrukty, kterým žádnou informaci přiřadit nelze, např. politické kecy. Příjemce zprávy tak na základě příjmu sekvence jazykových forem – komponentů zprávy, kterým přiřazuje informace (významy) a včleňuje je do souvislostí – kontextu, získává informační celek, který mu může poskytovat, pro něj novou informaci, což je účelem komunikace. Obvykle si vysilatel a příjemce své úlohy střídají, nastává komunikační interakce. To je ve schematickém pojetí ukázka principu lidské komunikace. Takto postavené schémaby bylo dostačující pro komunikaci v případě, že se jedná o sdělování exaktní informace (nulová hodnota vágnosti interpretace jazykových konstruktů) v exaktní vědě, v předávání informace světelnými signály v lodní dopravě (exaktně definované významy jazykových konstruktů), apod. Neboť v tomto případě je formulace i konotace pro příslušnou odbornou komunitu exaktní, tedy objektivní, interpersonální a neměnná v čase. Příjemce dostává jazykovou formu, která má exaktní konotaci (tedy přesněji interpretaci), nepotřebuje tedy metainformaci (informaci o informaci) navádějící ho, jak uskutečnit výběr informace z jeho kognitivního modelu, výběr je přesně dán. Uvedený princip vytvořený přírodou, používající pointer, je úsporný z hlediska toku informace mezi vysílatelem a příjemcem, a lze ho použít i v přenosu informace v exaktním světě materializovaném exaktními stroji – počítači, v podobě algoritmu. V lidské komunikaci obecně je však informace vágní, subjektivní a emocionální nikoli exaktní, tam už onu metainformaci příjemce potřebuje.
Lidská komunikace je ve skutečnosti poněkud složitější, než výše uvedený model, jednak proto, že přiřazení informace jazykové formě je vágní, subjektivní a emocionální a jednak proto, že sdělování musí zajistit přenos takovéto informace i za méně příznivých podmínek, tedy prostřednictvím sdělovacího kanálu, který nepřenáší všechny jazykové konstrukty provázející základní sdělení. (Neuvažuje se zde vliv poškození jazykové formy – syntaktický šum, to je jiné téma). Proto je třeba komunikační schéma (model), poněkud rozšířit. Předpokládejme, že komunikace probíhající hlasem z očí do očí je ten informačně nejdokonalejší sdělovací kanál, neboť přenáší nejúplnější informaci. Přenáší totiž nejen základní informaci (obvykle v přirozeném jazyce), ale i doprovodnou informaci (metainformaci), říkající, jak základní informaci porozumět. Jsou to např. gesta, mimika, výraz očí mluvčího, intonace hlasu atp. Sdělování musí zajišťovat přenos nepokažené (dostatečně malý sémantický šum) informace i za podmínek, kdy je sdělovací kanál z hlediska přenosu informace redukován, např. tak, že komunikující na sebe vzájemně nevidí. Pak informační kanál některé (zde vizuálně sdělované) doprovodné informace nepřenáší. Příjemce zprávy tak přichází o jistou část metainformace říkající, „jak to vlastně mluvčí myslí“. Příjemce zprávy přichází o metainformaci, a tak z podstaty informace (ztráta informace znamená nárůst nejistoty) se zvětší jeho nejistota při výběru vhodné informace z jeho kognitivního modelu, kterou by měl přijaté formě přiřadit. Lidská psýcha je však vybavena schopností zpracování informace, a tak z řady faktorů, např. z kontextu přijímané zprávy, ze svého očekávání (zkušenosti), ze svého momentálního duševního rozpoložení a z dalších aspektů např. příjemce něco ví či tuší o záměru odesílatele, nebo to odkrývá z kontextu atp., může příjemce zprávy do jisté míry potřebnou metainformaci vytvořit. Podrobněji se touto problematikou zabývá např.  Dalším pramenem je 
Kognitivní model člověka tedy obsahuje dva typy znalostí. První typ jsou znalosti o reálném světě, tedy kognitivní modely objektů a procesů reálného světa, se kterými se setkává – poznává je. Druhý typ jsou znalosti, jak znalostem o reálném světě přiřazovat vhodné jazykové konstrukty . Těmto znalostem se říká znalost jazyka.
V učení se rodnému jazyku je jedno úskalí a podivnost.  Rodiče svému maličkému potomkovi říkají, to je máma, to je pejsek, to je auto. Potomek netuší, jak je klamán, když mu rodiče přiřazují jazykové formy k reálným entitám, nikoli k jejich kognitivním modelům. Potomek by v dětském věku nepochopil, že jeho milovaná máma je vlastně oblak jeho senzorických dat včleněných do jím budované kompozice. Potomkovi, stejně jako většině lidí, rodičovský klam v životě nikterak nevadí, pokud se v dospělém věku nestane vědcem např. v oboru logiky, lingvistiky apod. V tomto případě si musí včas uvědomit, jak je to doopravdy. V těchto profesích už musí vědět, že je nutno mluvit o kognitivních modelech oněch reálných entit, a dokonce musí rozlišovat, zda byly vytvořeny přirozeným poznáním, nebo poznáním umělým exaktním. Musí si být stále vědom toho, že pouze to, co prošlo poznáním, o tom něco víme, a o tom můžeme mluvit.

### Sémantický trojúhelník
Souvislost mezi reálným světem, jeho poznáním, poznáním vytvořeným vnitropsychickým kognitivním modelem a sdělením o poznaném, graficky znázorňuje sémantický trojúhelník, uvedený v obr.1. Říká se mu sémantický či sémiotický, podle toho, na co se při výkladu klade důraz. Najdeme ho v mnoha modifikacích a pod jmény mnohých autorů, např. Fregeho, Ogden – Richardsův a další. Podstava trojúhelníka nezobrazuje žádný vztah, neboť veškeré vztahy jsou zprostředkovány lidskou psýchou umístěnou v trojúhelníku na jeho horním vrcholu. Pokud by podstava měla zobrazovat nějaký vztah, musel by zde být další lidský aktér a to není.

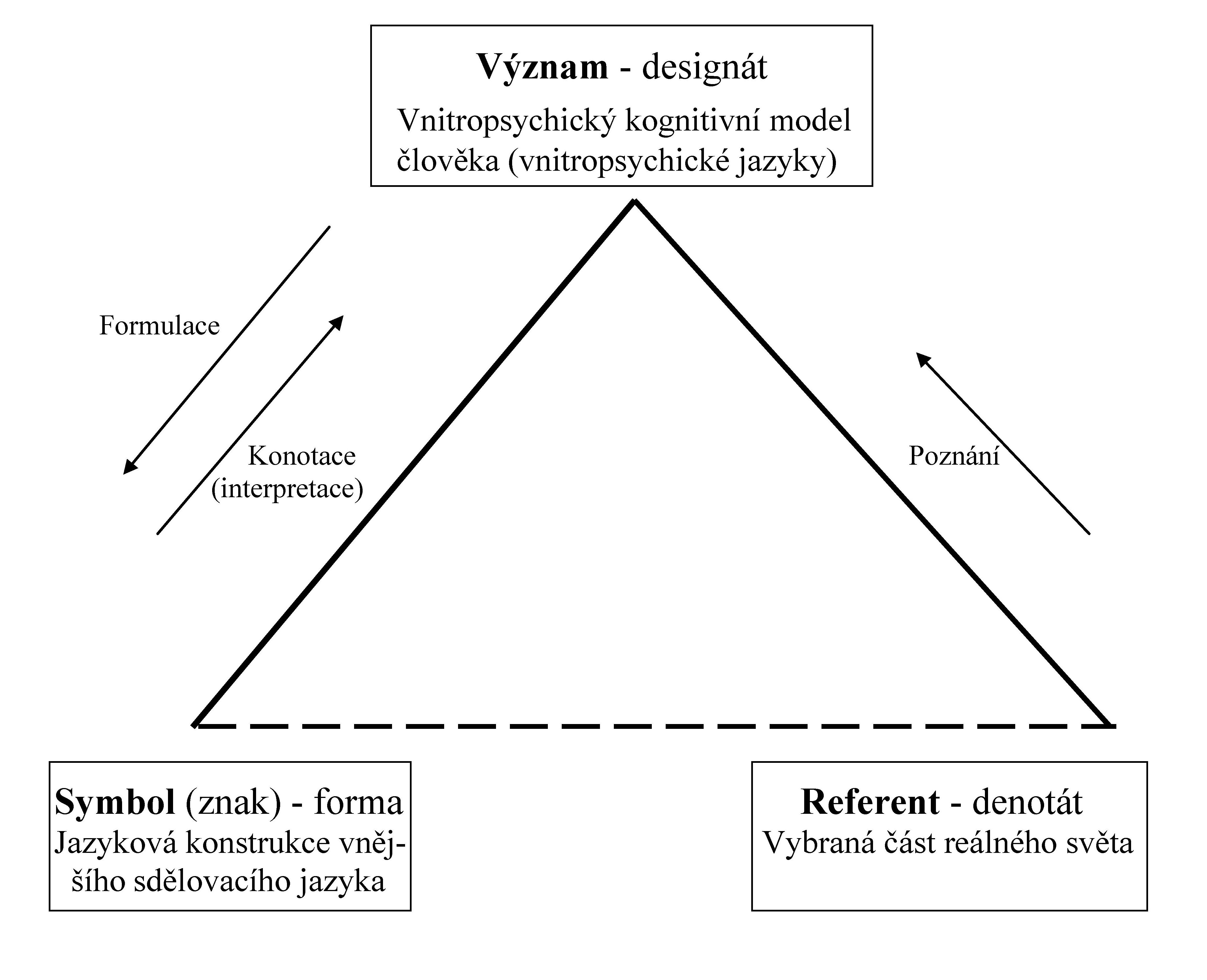
Sémantický trojúhelník

## Dělení sociální komunikace
Komunikací se zabýval mediální teoretik Denis McQuail, který popsal tzv. pyramidu komunikace, která zahrnuje jak četnost jednotlivých prvků komunikace, a to jak její komplexnost a vztahy mezi účastníky:
- komunikace intrapersonální – tzv. vnitřní řeč jedince, monologická i dialogická povaha, převážně neurofyzická aktivita, uvnitř sebe
- komunikace interpersonální – realizuje se v přímém vztahu s účastníky komunikační situace, musí existovat (dyadický) vztah, komunikace od jednoho k druhému, v užším smyslu – komunikace, kde dochází k interakci a rozvíjení vztahů mezi členy (empatie, starostlivost…)
- komunikace meziskupinová (komunikace mezi skupinami/sport. týmy)
- komunikace v malých skupinách – musí být přímý a individuální vztah mezi komunikujícími; může být neformální i formální, obsahuje prvky jak interpersonální, tak skupinové komunikace, komunikují všichni se všemi, cca 5 – 10 lidí, většinu života prožíváme ve skupinách – rodina, pracovní kolektiv…
- komunikace veřejná – oslovovány skupiny obyvatel (voličů, čtenářů,…), nepředpokládá se, že se účastníci navzájem znají, podavatel informace & publikum, závislá na místě a času, mezi mluvčím a posluchači, cíl – přesvědčit/informovat
- komunikace masová – nelze lokalizovat co do času a místa, cílem je sdělovat informace rychle, na velkou vzdálenost a permanentně co nejširšímu publiku; má institucionalizovanou podobu = prostřednictvím médií, mluvčím je komplexní organizace zaměstnávající profesionální komunikátory; zahrnuje komunikaci mediální, veřejnou, skupinovou, inter- a intrapersonální

Podle účelů komunikace: (cíl komunikace – globální zaměření celé komunikační události; v rámci komunikace se naplňují ještě různé komunikační záměry):
- emotivní (expresivní) – zaměřená na původce, jeho sebevyjádření, mluvčí dává najevo svůj fyzický nebo psychický stav, vyjadřuje své emoce a přání

- konativní (apelativní, direktivní) – zaměřená na příjemce, smyslem je ovlivnit jej, přimět k nějaké činnosti; z konativní funkce vycházejí následující:
  - informativní – pouhé předání informace, vyrovnání informačních obsahů
  - získávací – jako výraz autorovy vůle, s cílem získat příjemce k žádoucímu typu jednání
  - persvazivní – s cílem ovlivňovat, formovat názory a postoje
  - direktivní – řídit jednání příjemce
  - dokumentární – J. V. Bečka – dát ústnímu sdělení trvalou hodnotu písemného dokumentu
  - edukativní – V. Jílek – snaha rozšířit vědomostní základ příjemce sdělení
- referenční (deskriptivní) – zaměřuje se na obsah sdělení a kontext, důležitý je vztah k obsahu promluvy, zakotvení v časoprostoru (občas se vyděluje samostatná kontextová funkce)
- poetická (estetická) – zaměřena na znak, schopnost vyvolávat estetický dojem, důraz se klade na formu, která má zvýraznit jistý obsah
- fatická (kontaktová) – zaměřena na vztahy mezi účastníky komunikace, slouží k udržování kontaktu mluvčího s posluchačem
- metajazyková – zaměřena na kód, jazyk může mimo jiné popisovat i sám sebe (oprava, rozbor)

OBSAHOVÁ STRÁNKA KOMUNIKACE = co si v sociálním styku lidé sdělují informaci.
- informující – obsah komunikace má za cíl doručit informaci, tj. takové sdělení, které má schopnost ovlivnit chování nebo postoje a snížit tak nejistotu rozhodování příjemce

- regulující – obsah komunikace má za cíl programově ovlivnit příjemce sdělení, působit na mínění, postoje, ovlivnit vůli konkrétním, předem určeným způsobem

- stimulující – obsah komunikace má za cíl působit pozitivně (negativně) na příjemce tím, že je mu předáván emocionální prožitek (umění apod.)

FORMÁLNÍ STRÁNKA KOMUNIKACE = jak si v sociálním styku lidé sdělují informaci.

### Úrovně obecnosti sociální komunikace
1. MAKROÚROVEŇ – zahrnuje sociální komunikaci ve velmi širokém kontextu. Týká se způsobu života lidí.
2. MEZOÚROVEŇ – zahrnuje sociální komunikaci v užším kontextu. Týká se sociálního styku v rámci jedné sociální skupiny.
3. MIKROÚROVEŇ – zahrnuje sociální komunikaci ve velmi úzkém kontextu. Týká se elementárních komunikačních aktů.[4]

### Roviny sociální komunikace
- V rovině horizontální – control (vztahy mezi původcem a příjemcem jsou rovnoprávné)
- V rovině vertikální – command (vztahy mezi původcem a příjemcem není rovnocenný)
- Symetrické (stejnocenné, rovnoprávné, respektující se, aktivní)
- Nesymetrické (dominantní, závislostní)
- Metakomplementární (arogantní, manipulativní)[13]

### Rozsah sociální komunikace
- komunikace interpersonální (je komunikací mezi dvěma jednotlivci (na veřejnosti, v rodině, zaměstnání)
- komunikace skupinová (je komunikací uvnitř pracovních či sociálních skupin (občanská sdružení)
- komunikace hromadná (je komunikací masovou, kde účastníci jsou vedle sebe v čase či prostoru vzdáleni, sdělení je zprostředkováno neadresně, masovými komunikačními prostředky
- komunikace vícestupňová (kombinace mezi masovou komunikací a komunikací interpersonální)[13][3]

### Komunikační styly sociální komunikace
- Analytický (vhodný pro osobnosti přemýšlivé, analytické, pasivní a tiché)
- Řídící (vhodný pro osobnost aktivní, nezávislou, ambiciózní, soutěživou, ale i konfliktní)
- Přátelský (vhodný pro osobnosti senzitivní a chápavé)
- Expresivní (styl vhodný pro osobnosti citlivé, ale zobecňující, mírně narcistické)[13]